# Antigène HY
L'antigène HY ou antigène d'histocompatibilité est une molécule glycoprotéique, découverte en 1955, qui a été considérée jusqu'au milieu des années 1980 comme le facteur déterminant de la différenciation sexuelle, ou facteur déterminant des testicules. 
Plusieurs éléments ont conduit à cette hypothèse, qui est désormais presque unanimement contestée. Entre autres :
- une corrélation plus forte, chez certaines espèces, entre cette molécule et le phénotype mâle ou femelle, que la corrélation entre le chromosome Y et ces phénotypes.
- la présence de cet antigène chez des hommes ayant un caryotype XX[1].

Toutefois, plusieurs éléments ont réfuté cette hypothèse, dont notamment la présence de cet antigène chez des femmes de caryotype [XX], et son absence chez des hommes de même caryotype. Par ailleurs, il a été démontré que sous cette appellation, il existait en réalité deux antigènes distincts, ne s'exprimant pas forcément chez tous les individus.
Les hypothèses suivantes se sont penchées sur les gènes ZFY et SRY, ce dernier étant un candidat plus probant, mais insuffisant à lui seul pour être l'unique facteur déterminant des testicules.
Il active la formation des testicules à partir des gonades primaires chez le fœtus mâle.  Vers la 7e semaine de grossesse, le gène SRY du chromosome Y produit cette molécule.[réf. nécessaire]